# Herfast
Herfast oder Arfast (* um 1030 in der Normandie; † 1084 in England) war der erste Lordkanzler und Siegelbewahrer von England sowie Bischof von Thetford.

## Leben
Herfast stammte aus einer angesehenen normannischen Familie. 1066 kam er mit Herzog und späteren König Wilhelm der Eroberer nach England und nach der Schlacht von Hastings wurde er zum königlichen Schreiber ernannt. 1068 wurde ihm das Amt des Lord High Chancellor von England übertragen und war am Entstehen des Domesday Book (Gerichtstags-Buch) beteiligt. 1070 wurde er Bischof von Thetford (Vorgänger des Bischofs von Norwich), jedoch kam es mit der Abtei Bury St Edmunds zum Konflikt. Die Streitigkeiten wurden erst durch Wilhelm I. und Lanfrank von Bec, Erzbischof von Canterbury, bereinigt und im Accord of Winchester (1072) urkundlich festgehalten.